# Vindelälven
Der Vindelälven (samisch Vyöddaleiednuo) ist ein linker Nebenfluss des Ume älv in Nordschweden.

## Flusslauf
Der Fluss entspringt unweit der norwegischen Grenze und fließt in südöstliche Richtung, wo er nach etwa 445 Kilometern westlich der Stadt Umeå und nur 25 Kilometer von der Küste der Ostsee entfernt in den Ume älv mündet.
Am Oberlauf durchfließt er das große Wildnisreservat Vindelfjällen und den See Storvindeln.
Der Vindelälven entwässert ein Gebiet von 12.650 km² und hat an der Mündung eine mittlere Wasserführung von 190 m³/s.
Am Fluss liegen als größere Orte Ammarnäs, Sorsele, Blattnicksele, Rusksele, Åmsele, Hällnäs, Vindeln und Vännäsby.
Der Vindelälven hat seinen Ursprung auf dem Gebiet der Gemeinde Arjeplog in der Provinz Norrbottens län, erreicht aber bereits nach wenigen Kilometern Västerbottens län, wo er das Territorium der Gemeinden Sorsele, Lycksele, Vindeln, Umeå und Vännäs durchfließt.
Der Laisälven ist der größte Nebenfluss des Vindelälven.
Der Länsväg 363 verläuft weitestgehend entlang des Flusslaufes des Vindelälven.

## Bedeutung
Der Vindelälven ist neben Torneälv, Kalixälv und Piteälv einer der vier großen Flüsse Nordschwedens, die durch einen Reichstagsbeschluss zu Nationalflüssen (schwedisch Nationalälv) erklärt wurden und nicht reguliert oder zur Wasserkraftnutzung ausgebaut werden dürfen.
Der Flusslauf ist durch zahlreiche Stromschnellen geprägt. Entlang dieser wurde mit Kunstbauten wie Buhnen und Dämmen das Flößen von Holz erleichtert, welches bis 1976 auf dem Vindelälven durchgeführt wurde.
Die Schneeschmelze im Skandinavischen Gebirge verursacht im Frühsommer weitreichende Überschwemmungen, wenn der Fluss bis zum zehnfachen seiner mittleren Wasserführung anschwillt.

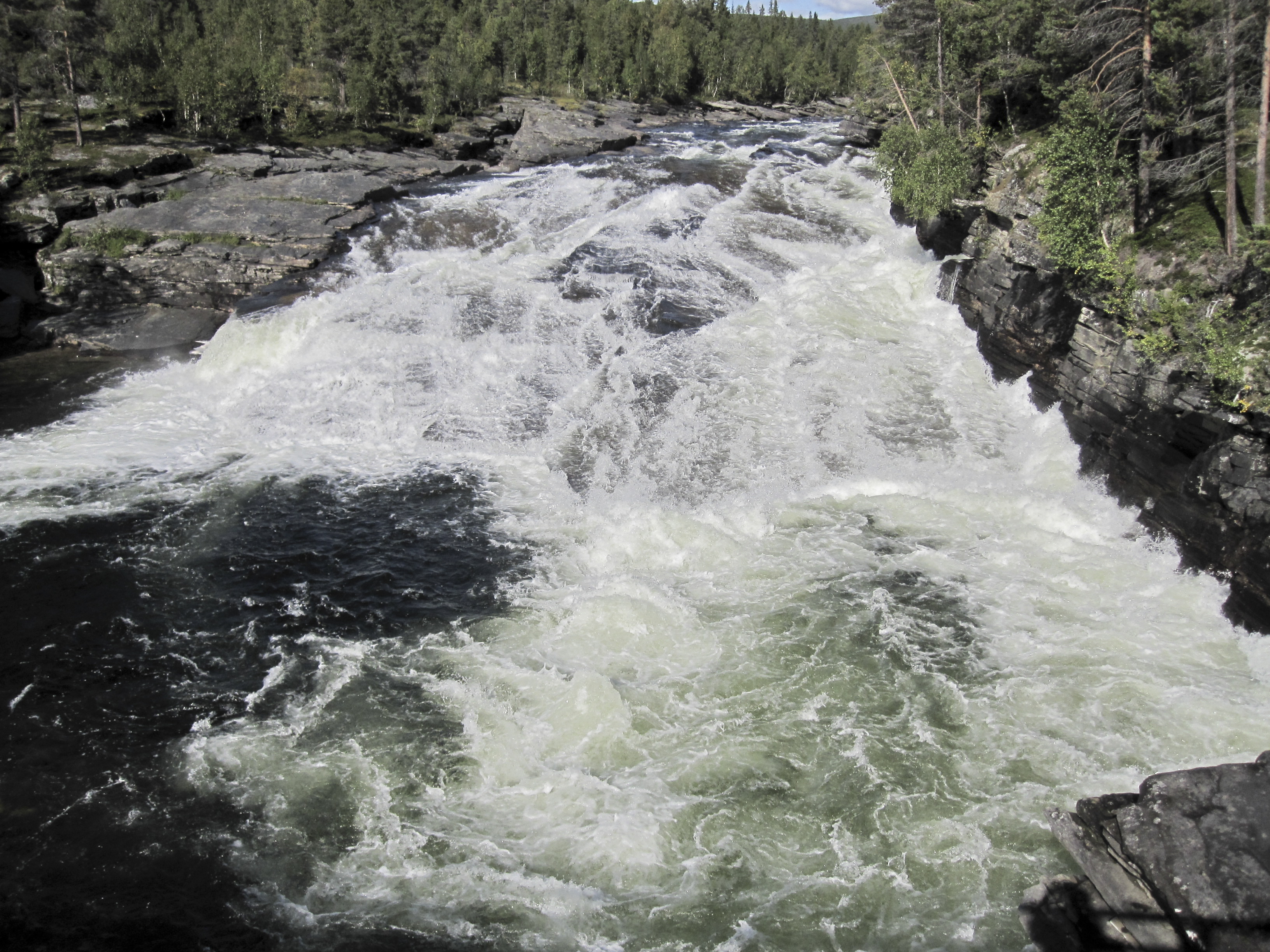
Vindelåforsen-Stromschnellen
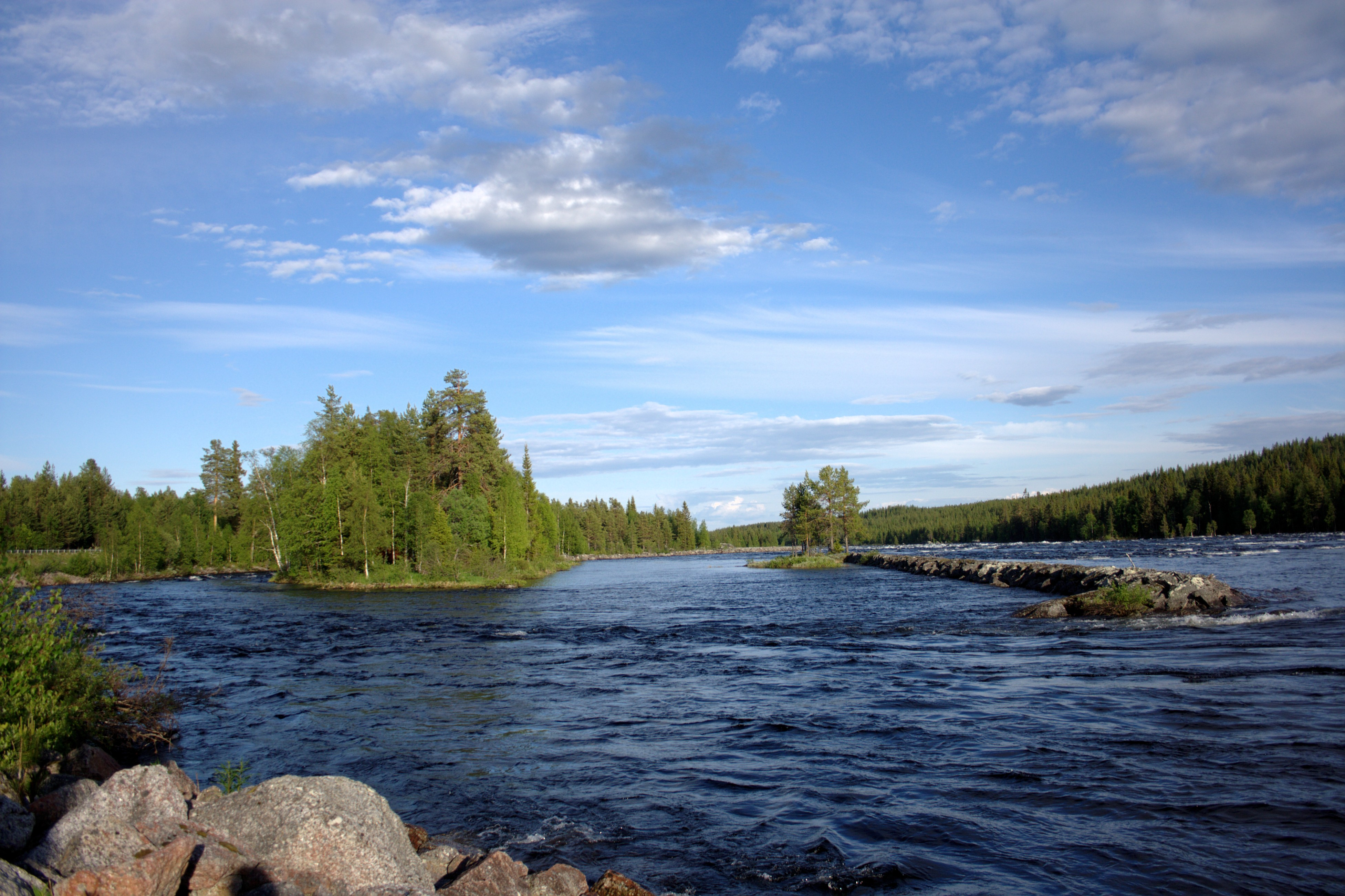
Beaukaforsen-Stromschnellen unterhalb Råstrand mit Steindamm von 1954 für die Flößerei
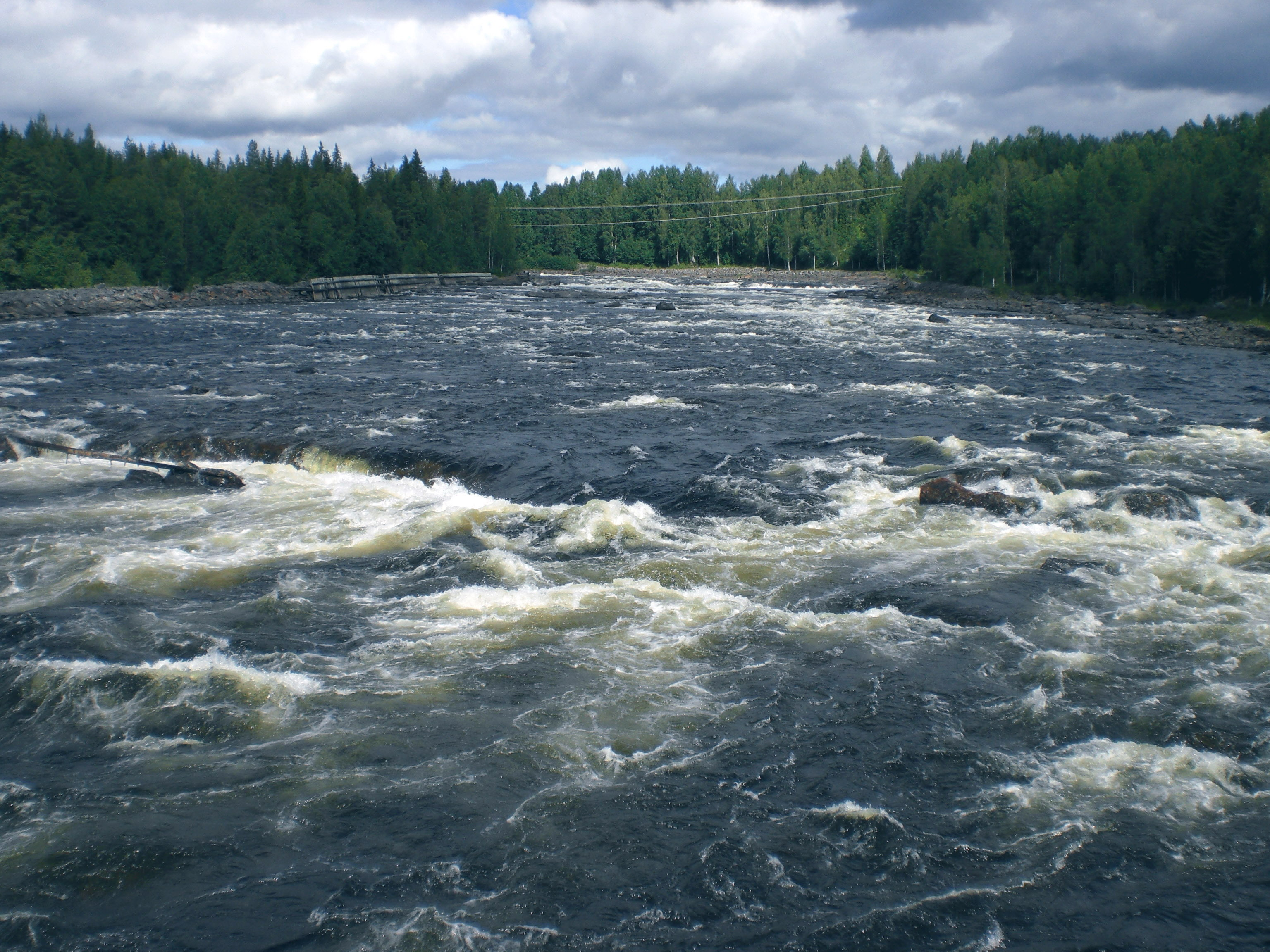
Renforsen-Stromschnellen bei Vindeln
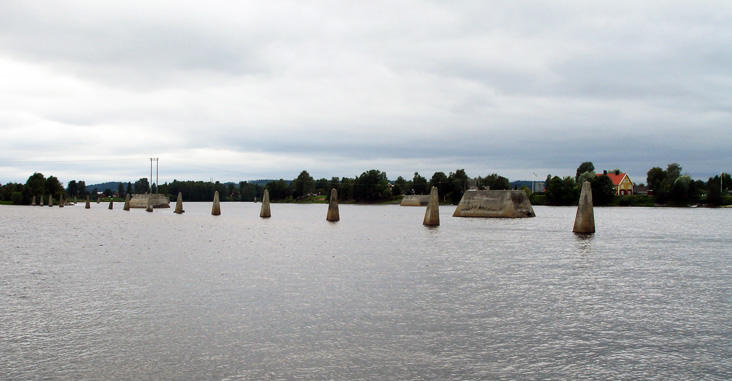
Mündung bei Spöland